# اوه ده گیو
اوه ده گیو (کره‌ای: 오대규؛ زادهٔ ۱۶ فوریهٔ ۱۹۶۸) بازیگر اهل کره جنوبی است. وی از سال ۱۹۸۸ میلادی تاکنون مشغول فعالیت بوده است. او در پنج انگشت و بابا لنگ‌دراز ایفای نقش کرده است.